# Kulcsár Zsuzsanna (pszichológus)
Kulcsár Zsuzsanna (Budapest, 1937. augusztus 12. – 2013. július 12.) pszichológus, ELTE professzor emeritája, a pszichológiai tudományok kandidátusa, az MTA doktora volt.

## Életpályája
Édesapja Kulcsár Imre rádiótávírász, később a Magyar Néphadsereg polgári alkalmazottja, édesanyja Tar Terézia, női szabó segéd volt. 
A budapesti Szilágyi Erzsébet Leánygimnáziumában tanult, itt tette le az érettségit 1955-ben. Később az Eötvös Loránd Tudományegyetem Bölcsészettudományi Karán folytatta tanulmányait, ahol 1962-ben pszichológia-magyar szakos középiskolai tanári oklevelet szerzett. 1962-től 1964-ig a budapesti Apáthy István Kórház Ideggyógyászati Osztályán dolgozott klinikai pszichológusként. 1968-ban az ELTE-n doktorált. 1964-től 1972-ig az ELTE BTK Pszichológia Tanszékének tanársegédje, majd 1972-1973-ban adjunktusa. 1974-1975-ben az Oxfordi Egyetem Kísérleti Pszichológia Tanszékének British Council ösztöndíjasa. 1980-tól a pszichológiai tudományok kandidátusa. 1973 és 1982 között az Általános Pszichológia Tanszék egyetemi adjunktusa, majd 1982-1984 között docense, illetve 1984-1994 között a Személyiség –és Klinikai Pszichológia Tanszék docense. 1998-tól a Magyar Tudományos Akadémia doktora. 1994-től 2007-ig egyetemi tanáraként dolgozott, 2007-től az egyetem professzor emeritusa. 
Továbbá 1974-től az MTA Pszichológiai Bizottságának, 1995-től a Doktori Tanács Pszichológiai Szakbizottságának tagja, és az Igazságügyi Szakértői Bizottság elnöke. 
Elnöke a Magyar Pszichológiai Társaság Általános és Személyiségpszichológiai Szekciójának. Alapító, majd 1986 és 1992 között vezetőségi tagja az Európai Személyiségpszichológiai Társaságnak, valamint a magyar tagozat elnöke (1986-tól). 1991 és 1998 között a Magyar Pszichológiai Szemle szerkesztőbizottságának elnöke és főszerkesztője, a European Journal of Personality c. nemzetközi folyóirat szerkesztőbizottságának pedig 1987-től tagja. 
1968-ban házasságot kötött Nagy Márton vállalati pszichológussal, később elváltak. 
Hosszan tartó betegség után hunyt el 2013. július 12-én. A Farkasréti temetőben helyezték örök nyugalomra.

## Munkássága
Fő kutatási területe a személyiségpszichológia, a pszichoszomatika és az egészségpszichológia volt, ezen belül elsősorban az intro- és extraverzió személyiségdimenzióinak feltárásával, a gyermek- és fiatalkori ún. dezinhibíciós szindrómákkal és a felnőttkori pszichopátia idegélettani, elektrofiziológiai és biokémiai tényezőinek komplex vizsgálatával foglalkozott és ért el nemzetközileg is jelentős eredményeket. További kutatási témája az önkontroll és zavarai, a pszichoneuroimmunológia és a szomatizációs zavarok voltak.
1964 óta tanított az ELTE Pszichológiai Intézetében. A személyiség- és egészségpszichológia hazai meghonosítójának tartják: 1982-ben megalapította a Személyiség - és Klinikai Pszichológiai Tanszéket, 1996-ban pedig a Személyiség- és Egészségpszichológiai Tanszéket. Ő írta a személyiségpszichológia első egyetemi tankönyvét, illetve a tudományterület első magyar nyelvű összefoglalóit is ő készítette el. Munkásságának meghatározó része volt a tantárgy-és programfejlesztés, a szervezetépítés, és a pszichológiaképzés megújítása is, fontosnak tartotta a fiatal tudósok képzését és a pszichológia tudományának művelését. Alapító tagja volt az ELTE Pszichológiai Doktori Iskolájának. Ő vezette a Magyar Pszichológiai Társaság Általános- és Személyiségpszichológiai Szekcióját, tagja volt az OTKA szakmai zsűrijének, valamint a Magyar Pszichológiai Szemle szerkesztőbizottságának elnöke és főszerkesztője volt. Tudományterületének meghatározó, nemzetközileg elismert alakja volt: együtt dolgozott például Gray, Claridge és Eysenk professzorral is.  
Magyarországon elsőként ismertette Timothy Leary komplex tudatfejlődési koncepcióját, illetve Gordon W. Allport személyiségpszichológiai írásait gondozta.

## Művei
Disszertációk:
- Kulcsár Zs. (1968). Túltanulás transzferhatásának vizsgálata extravertált és introvertált személyiségtípus csoportoknál. Bölcsészdoktori értekezés
- Kulcsár Zs. (1978). Az introverzió extraverzió idegélettani háttere az alvás alatti agyi elektromos tevékenység mutatóinak tükrében. Kandidátusi értekezés.
- Kulcsár Zs. (1996). Korai személyiségfejlődés és énfunkciók. Akadémiai Kiadó, Budapest Akadémiai doktori értekezés

Könyvek - önálló kötetek (4):
- Kulcsár Zs. (1991). Pszichopátia. Pszichológiai Műhely, 8. Akadémiai Kiadó, Budapest.
- Kulcsár Zs. (1996/2006). Korai személyiségfejlődés és énfunkciók. Akadémiai Kiadó, Budapest; Argumentum Kiadó, Budapest
- Kulcsár Zs. (1998/2002). Egészségpszichológia. ELTE Eötvös Kiadó
- Kulcsár Zs. (2007). Komplex humán emóciók, összetartozás és felépülés. Argumentum Kiadó, Budapest

Szerkesztett kötetek (8):
- Spielberger, C. D., Sarason, E. G., Kulcsár, Z. and Van Heck, G. (Eds.) (1991). Stress and Emotion. Anxiety, Anger and Curiosity, Vol. 14. Hemisphere, New York
- Kulcsár Zs. (Szerk.) (1999). Morális fejlődés, empátia és altruizmus. ELTE. Eötvös Kiadó
- Kulcsár Zs., Rózsa S. és Kökönyei Gy. (2004). (Szerk). Megmagyarázhatatlan testi tünetek. I. II. ELTE, Eötvös Kiadó, Budapest
- Szakács F. és Kulcsár Zs. (Szerk.)(2001). Személyiségeméletek. ELTE, Eötvös Kiadó, Budapest
- Kulcsár Zs. (Szerk.) (2005). Teher alatt …Pozitív traumafeldolgozás és poszttraumás személyiségfejlődés. Trefort Kiadó, Budapest

- Kulcsár Zs., Rózsa S. és Reinhardt Melinda (2006). (Szerk.) A poszttraumás növekedés feltételei és empirikus vizsgálata. Trefort Kiadó
- Kulcsár Zs. (2007). (Szerk). A spiritualitás, mint a személyiség hatodik dimenziója. Trefort Kiadó
- Kulcsár Zs. (Szerk. Megjelenés alatt). Vallás és Spiritualitás. Pszichológiai Tanulmányok. I. II. Trefort Kiadó

Egyetemi jegyzetek - önálló (3):
- Kulcsár Zs. (1974). Személyiségpszichológia. Tankönyvkiadó, Budapest (12 utánnyomás).
- Kulcsár Zs. (1992). Korai személyiségfejlődés és énfunkciók. Egyetemi jegyzet. Tankönyvkiadó, Budapest.
- Kulcsár Zs. (1993). Pszichoszomatika. Egyetemi jegyzet. Nemzeti Tankönyvkiadó, Budapest.

Szerkesztett (6):
- Kulcsár Zs. (Szerk.) (1976). Személyiségdiagnosztikai gyakorlatok. (Esetelemzések). Tankönyvkiadó, Budapest
- Szakács F. és Kulcsár Zs. (Szerk.) (1980-81). Személyiséglélektani szöveggyűjtemény I. Alapelvek és méréselmélet. Tankönyvkiadó, Budapest.
- Szakács F. és Kulcsár Zs. (Szerk.) (1980-81). Személyiséglélektani szöveggyűjtemény II. Elméleti irányzatok. Tankönyvkiadó, Budapest
- Kulcsár Zs. és Szakács F. (Szerk). (1982). A differenciális pszichofiziológia alapjai. Tankönyvkiadó, Budapest.
- Kulcsár Zs., Lukács D. és Komlósi A. (szerk.) (1992). Függés-függetlenség. Pszichodinamikai és humanisztikus megközelítések. Szöveggyűjtemény. Egyetemi jegyzet. Tankönyvkiadó, Budapest
- Tegyük helyére az undort! Integratív egészségpszichológiai modell és illusztratív olvasókönyv. Szöveggyűjtemény; szerk. Kulcsár Zsuzsanna et al.; ELTE Eötvös, Bp., 2011

Jegyzetfejezetek (3):
- Kulcsár Zs. (1983). Személyiségelméletek és pszichoterápiás elméletek. A Rogers-féle betegcentrikus terápia és a Gestalt-terápia irányzata. In: Moussong Kovács Erzsébet (szerk.). Pszichoterápia. OTKI jegyzet
- Kulcsár Zs. (1992). Bevezetés a klinikai pszichológiába. In: Varga Izabella (Szerk.) (1992) Klinikai Pszichológiai Szöveggyűjtemény. Universitas, Budapest, 5-40. o.
- Kulcsár Zs. és Boros M. (1992). A temporális epilepszia viselkedéses szindromája és a többszörös személyiség. In: Varga Izabella (Szerk.) (1992). Klinikai Pszichológiai Szöveggyűjtemény. Universitas, Budapest, 41-73. o.

Tanulmányok - magyar (28):
Magyar nyelvű szakcikkek 
- Kulcsár Zs. (1968). A perceptuális elhárítás egy fajtája Rorschach válaszokban. Pszichológiai Tanulmányok, XI. 701-709.
- Kulcsár Zs. (1971). újabb eredmények az alvás paradox (REM) fázisával kapcsolatban. Magyar Pszichológiai Szemle, 28. 170-183.
- Kulcsár Zs. (1972). Túltanulás transzferhatásának vizsgálata introvertált és extravertált személyiségtípus-csoportokban. Pszichológiai Tanulmányok, XIII. 101-108.
- Kulcsár Zs. (1973). A személyiség interperszonális diagnózisa. Timothy Leary diagnosztikus eljárásának és elméletének ismertetése. Magyar Pszichológiai Szemle, 30. 456-467.
- Kulcsár Zs. (1975). Álomfunkció hipotézisek a modern alváskutatásban. Magyar Pszichológiai Szemle, 32. 22-35.
- Kulcsár Zs. és Simon M. (1979). A paradox alvás kettős funkció hipotézisének vizsgálata introvertált és extravertált személyeknél. Magyar Pszichológiai Szemle, 36. 445-469.
- Kulcsár Zs. (1979). A szovjet tipológiai iskola. Pedagógiai Közlemények, 22. 77-83.
- Kulcsár Zs. (1980). A paradox alvás funkciója a periódusok idői pozíciójának függvényében. Magyar Pszichológiai Szemle, 37. 221-237.
- Kulcsár Zs. (1980). Utószó. In: G.W. Allport: A személyiség alakulása. Gondolat, Budapest, 293-299.
- Kulcsár Zs. (1980). Áttekintés a személyiségpszichológia helyzetéről. Magyar Pszichológiai Szemle, 37. 587-593
- Kulcsár Zs. (1983). Szenzoros élménykeresés. Biológiai korrelátumok és implikációk a pszichiátriai sérülékenységről. Pszichológia, 3. 69-85.
- Barkóczi I. és Kulcsár Zs. (1985). Kisérlet a pszichoszomatikus betegségek két csoportjának többszempontu megközelitésére. Pszichológiai Tanulmányok XVI. 629-673.
- Kulcsár, Zs., Nábrády, M., Kutor, L. (1986). Szenzoros élménykeresés és vesztibulo-okuláris funkciók összefüggései prepubertás koru gyermekeknél. Magyar Pszichológiai Szemle, XLIII. 3. 199-216.
- Kulcsár Zs. (1991). Pszichoszomatikus sérülékenység. Magyar Pszichológiai Szemle, 47. 512-539.
- Kulcsár Zs. (1992). Vesztibuláris zavarok pszichiátriai kórképekben. Végeken, 3. 4-13.
- Kulcsár Zs. (1992/93a). Gyermekkori hiperaktivitás. I. Korai értelmezések, leíró jellemzők, genetikai vonatkozások. Magyar Pszichológiai Szemle, 48-49. 270-291.
- Kulcsár Zs. (1992/93b). Gyermekkori hiperaktivitás. II. Lateralitás, nemi vonatkozások és vesztibuláris kompenzáció. Magyar Pszichológiai Szemle, 48-49. 292-321.
- Kulcsár Zs. (1994). Biológiai ritmusok és az újjászületés archetípusa. A melatonin tobozmirigyhormon bio-pszichológiai hatásainak áttekintése. Magyar Pszichológiai Szemle, 50, 239-253.
- Kulcsár Zs. (1994). Placebohatás a pszichoszomatika nézőpontjából. Psychiatria Hungarica, 279-282.
- Kulcsár Zs. (1994). Kommentár Lindseth, A. (1986). A pszichoanalízis metatudományos alapjairól és ezek megteremtésének lehetőségeiről című tanulmányához. Magyar Pszichológiai Szemle, 50, 280-283.
- Kulcsár Zs. (1995). Egészség, betegség és optimizmus. Egészség, 107, 18-23.
- Kulcsár Zs. (1995). Evolúciós szemlélet a személyiségpszichológiában: Önkontroll, reprodukció és altruizmus. Magyar Pszichológiai Szemle, 51, 26-36.
- Kulcsár Zs. és Kapusi Gy. (2004). A szomatizáció problémája a családorvosi gyakorlatban. I. Családorvosi Fórum, 6., 62-67
- Kulcsár Zs. Kökönyei Gy. és Kapusi Gy. (2004). A szomatizáció problémája a családorvosi gyakorlatban. II. Családorvosi Fórum, 7. 40-44.
- Kulcsár Zs. Kökönyei Gy. és Rózsa S. (2004). A szomatizáció problémája a családorvosi gyakorlatban. III. Családorvosi Fórum, 8, 44-48.
- Kulcsár Zs., Rózsa S. és Kapusi Gy. (2004). A szomatizáció problémája a családorvosi gyakorlatban. IV. Családorvosi Fórum, 10., 62-67.
- Kulcsár Zs. és Nagy H. (2005). A szomatizáció problémája a családorvosi gyakorlatban. V. Családorvosi Fórum, 1. 40-45.
- Kulcsár Zs. (2005). A szomatizáció problémája a családorvosi gyakorlatban. VI. Családorvosi Fórum, 4., 54-58.

Könyvfejezetek - magyar (10):
- Kulcsár Zs. (1995). A pánik pszichodinamikai értelmezése. In: Bánki M. Csaba (Szerk). Pánik és fóbiák. Cserépfalvi, Budapest, 73-90.
- Kulcsár Zs. (1999) Előszó. In: Kulcsár Zs. (szerk).Morális fejlődés, empátia és altruizmus. ELTE. Eötvös Kiadó, 11-40.
- Kulcsár Zs. (2001). Az alkotói lét csapdái. In: Pléh Cs., László J. és Oláh A. (Szerk.). Tanulás, kezdeményezés, alkotás. ELTE, Eötvös Kiadó, Budapest, 9-40. o.
- Kulcsár Zs. és Rózsa S. (2004). Hisztéria, szomatizáció és funkcionális sresszbetegségek. In: Kulcsár Zs., Rózsa S. és Kökönyei Gy. (2004). (Szerk). Megmagyarázhatatlan testi tünetek. ELTE, Eötvös Kiadó, Budapest, 11-47.
- Kulcsár Zs. (2004). Szomatizáció. Előszó. In: Kulcsár Zs., Rózsa S. és Kökönyei Gy. (Szerk). Megmagyarázhatatlan testi tünetek. ELTE, Eötvös Kiadó, Budapest. 209-223.
- Kulcsár Zs. (2004). Többszörös kémiai szenzitivitás: a szenzitizált idegrendszer, a szomatizációs stresszbetegségek és a gyulladásos kórképek modellje. In: Kulcsár Zs., Rózsa, S. és Kökönyei Gy. (Szerk.) (2004). Megmagyarázhatatlan testi tünetek. ELTE, Eötvös Kiadó, Budapest, 487-534
- Kulcsár Zs. és Kökönyei Gy. A szomatizáció biológiai modelljei.(2004) Összefoglaló. In: Kulcsár Zs., Rózsa, S. és Kökönyei Gy. (Szerk.) Megmagyarázhatatlan testi tünetek. ELTE, Eötvös Kiadó, Budapest, 695-751. o.
- Kulcsár Zs. (2005). Társas tényezők szerepe a trauma-feldolgozásban. In: Kulcsár Zs. (Szerk.). Teher alatt …Pozitív traumafeldolgozás és poszttraumás személyiségfejlődés. Trefort Kiadó, Budapest, 9-34
- Kulcsár Zs. (2005). A társas interakciók pszichológiai hatásai és agyi mechanizmusai. Egy hipotézis körvonalai. In: Kulcsár Zs. (Szerk.). Teher alatt …Pozitív traumafeldolgozás és poszttraumás személyiségfejlődés. Trefort Kiadó, Budapest, 315-393.
- Kulcsár Zs. (2007). Utazás a traumák körül. In: Czigler I. és Oláh A. (Szerk.) Találkozás a pszichológiával. Osiris, Budapest, 259-285.

Könyvfejezetek – cikkek idegen nyelveken (11):
- Kulcsár, Zs., Varga, A., Komlósi, A. (1982). Diszkriminációs (konceptuális útvesztő) feladatban alkalmazott tanulási stratégiák az intro-extraverzió és a szocioökonómiai helyzet függvényében. (oroszul). Annales Univ. Sectio Paedagogica et Psychologica, Tomus VII. 115-121.
- Kulcsár, Z., Komlósi A. (1984) Styles of categorization as a function of personality dimensions by elementary school children. In Kodym, M. and Slamenik, I. (eds) Psychological development, learning and personality formation. Proceedings of the 4th Prague international Conference, Prague, July 6-9, 1982. Academia, Prague, 1984. 370-372
- Kulcsár, Z., Kutor, L., Arató, M. (1984) Sensation seeking, its biochemical correlates and its relation to vestibulo-ocular functions. In Bonarius, H.; Van Heck, G. and Smid, N. (eds.) Personality psychology in Europe. Swets and Zeitleinger, Lisse, 327-346
- Kulcsár, Zs., Frecska E., Simon, M., and Szabo, L. Z. (1986). Placebo Reactivity and the Sensation Seeking Trait. (Meeting-Abstract). International Journal of Neuroscience, 31. Iss 1-4 pp 197.
- Kulcsár, Zs., Fogarassy, É. and Arató, M., (1986). Sensation seeking, paired associate learning and brain catecholamines Neuropsychobiology, 15. 43-48
- Kulcsár, Zs., Frecska, E. and Varga, I. (1987). Endogenous opioid functions and personality. European Journal of Personality, 1. 45-58.
- Kulcsár, Z. 1988. Biological and psychodynamic approaches to personality. In: Fusco, A., Battisti, F.M. and Tomassoni, R. (eds.) Issues in cognition and social representation. Psychologia, Franco Angeli, Milano, 79-95.
- Kulcsár, Z., Kutor, L., Bagdy, G., and Geier, J. (1989). Heart-rate changes in sensory overload (optokinetic stimulation) as a function of sensation seeking types. In: Spielberger, Ch.D., Sarason, I. G., Strelau, J. (Eds.) Stress and Anxiety, 12., Hemisphere, New York, 219-234.
- Frecska, E., and Kulcsár Zs. (1989). Social bonding in the modulation of the physology pf ritual trance. Ethos, 17. 70-87.
- Kulcsár, Z. (1991) Decreased impact of stress: Possible biological and developmental factors in psychopathy. In: Spielberger, C. D., Sarason, E. G., Kulcsár, Z. and Van Heck, G. (Eds.) Stress and Emotion. Anxiety, Anger and Curiosity, Vol. 14. Hemisphere, New York, pp. 137-155.
- Kulcsár, Zs. (1994). Impulsivity reconsidered. Hindbrain and forebrain contributions to higher control of behavior (predictive motor programming). In B. de Raad, Hofstee, W.K.B., Van Heck, G.L. (Eds.) Personality Psychology in Europe, Vol.5. pp. 150-161.

Előadások nemzetközi konferenciákon (35) [válogatás]:
- Kulcsár, Zs., Czapár, M. and Komlósi, A. (1980). Introversion extraversion and styles of categorization in 5-6 year olds and adults. XXII nd International Congress of Psychology, Leipzig, Abstract Guide, 275.
- Kulcsár, Zs. and Komlósi, A. (1982). Styles of categorization as a function of introversion extraversion measured by the JEPQ and a teacher's rating scale. 4th Prague Conference of Psychological Development, Learning and Personality Formation. Abstracts of Papers, p. 92.
- Kulcsár, Zs., and Kutor, L. (1982). Sensation seeking and motion sickness in young adults. European Conference on Personality, Tilburg, Abstracts p. 37.
- Kulcsár, Z. and Kutor, (1983). Heart rate correlates of sensory overload (optokinetic stimulation) as a function of sensation seeking types. Paper presented at the International Conference on Stress and Anxiety, Warsaw, Abstracts, p. 17.
- Kulcsár, Zs. and Fogarassy, É. (1984). Sensation seeking, paired associate learning and brain catecholamines. 2nd European Conference on Personality, Bielefeld, Abstracts, p. 55.
- Kulcsár, Z., Kutor, L. and Geier, J., (1984) Cardiovascular regulation as a function of sensation seeking types. Paper presented at the Second European Conference on Personality, 16-19 May, Bielefeld, Abstracts, p. 118.
- Kulcsár Zs., Bálint M., Varga I. (1985) Hyperactivity and sensory integration in Hungarian elementary school children. In: Sergeant, J.A. and Kalverboer, A.F. (eds.) Hyperactivity as a scientific challenge. Abstracts, International Conference, Groningen, The Netherlands, June 13-14. (p.50).
- Kulcsár Zs., Frecska, E., Simon, M., Szabó, L. Z., (1985). Pain reaction types, endogenous analgesic mechanisms and the sensation seeking trait. Poster presented at the IV. th World Congress of Biological Psychiatry, Philadelphia, 8-13 September, 1985.
- Kulcsár Zs. (1986). Decreased impact of stress: Possible biological and developmental factors of psychopathy. Plenary paper presented at the International Conference of Stress and Emotion, Visegrád/Budapest, June, 2-5, 1986. Abstracts, ed. by Zs. Kulcsár and J. Nagy, p. 39.
- Kulcsár, Zs., Frecska, E., Varga I., (1986). Endogenous opioid functions and personality.

Paper presented at the Third Conference of the European Association of Personality Psychology, 23-26 September, Gdansk, Poland. 
- Kulcsár, Zs. (1987). Searching for neurophysiological methods in the experimental analysis of temperament. In The Diagnosis of Temperament, an Interdisciplinary Workshop Held at the Centre for Interdisciplinary Reserach (ZiF). University of Bielefeld, September, 7-12, 1987. Abstracts.
- Kulcsár, Zs. (1987). Biological and psychodynamic approaches to personality. Simposio Italo-Ungherese di Psicologia, Roma/Cassino, Ottobre 17-20, 1987. Abstracts
- Frecska, E. and Kulcsár, Zs., (1987). Social effects in homeostatic regulation. Paper presented at the Second World Congress of Neurosciences, Satellite Symposium Sociophysiology, Gálosfa, August 22-25, Hungary.
- Kulcsár, Zs., Nábrády, M., Nagy, J., Boros, M., Kutor, L. and Bujdos, L. (1988). Juvenile delinquency: Retardation of what? Paper presented at the 4th European Conference on Personality, Stockholm, 1988. Jun 20-23.
- Varga, I., Kulcsár, Z. (1988). Personality characteristics of juvenile delinquent boys. Paper presented at the 4th European Conference on Personality, Stockholm, 1988. Jun 20-23.

Nemzetközi szemináriumi előadások (5):
- Kulcsár, Zs. (1987). Invited seminar held at the Oxford University, Department of Experimental Psychology, April, 1987.
- Kulcsár, Zs. (1987). Invited seminar held at the University of London, Institute of Psychiatry, Department of Psychology, April, 1987.
- Kulcsár, Zs. (1991). Predictive motor programming, hemiphericity and schizotypy. Invited paper presented at the Mount Sinai Medical Center, 'Grand Rounds', 19 Feb. 1991, New York
- Kulcsár, Zs. (1991). Hemispheric lateralization and the somatization syndrome. Invited paper presented at the McMaster University, Department of Psychiatry, 22 Feb., 1991, Hamilton, Canada
- Kulcsár, Zs. (1995). The neurophysiology of playing. Invited seminar held at the Oxford Uniersity, Department of Experimental Psychology, May, 1995.

Előadások hazai tudományos konferenciákon (34) [válogatás]:
- Kulcsár Zs. (1996). Alkalmazott pszichoneuroimmunológia: Az egészségpszichológia új iránya. Magyar Pszichológiai Társaság XII. Országos Tudományos Konferenciája. Budapest, 1996. május 22-25. Előadáskivonatok, 21. o.
- Rigó A., Kulcsár Zs. és Ehmann B. Autoimmun betegek személyiségjellemzői. Magyar Pszichológiai Társaság XII. Országos Tudományos Konferenciája. Budapest, 1996. május 22-25. Előadáskivonatok, 22. o.
- Ehmann B., Kulcsár Zs. és Rigó A. (1996). Autoimmun nőbetegek életútjának közös jellegzetességei önéletrajzi interjúk tükrében. Magyar Pszichológiai Társaság XII. Országos Tudományos Konferenciája. Budapest, 1996. május 22-25. Előadáskivonatok, 23. o.
- Kulcsár Zs. (2000). A szomatizáció mechanizmusa. A Magyar Pszichológiai Társaság XIV. Országos Tudományos Nagygyűlése, Budapest, 2000. május 30-június 2. Előadáskivonatok, 74. o.
- Rózsa S., Kulcsár Zs., Kopp M., Szedmák S. (2000). Szomatizációs zavarok előfordulásának és korrelátumainak elemzése a SOTE Magatartástudományi Intézet adatbázisa alapján. A Magyar Pszichológiai Társaság XIV. Országos Tudományos Nagygyűlése, Budapest, 2000. május 30-június 2. Előadáskivonatok, 67. o.
- Barna Gy. és Kulcsár Zs. (2000). Hipochondria, empátia, pszichológiai immunrendszer és a szociális és emocionális intelligencia összefüggései. A Magyar Pszichológiai Társaság XIV. Országos Tudományos Nagygyűlése, Budapest, 2000. május 30-június 2. Előadáskivonatok, 69. o
- Lakatos Zs., Kulcsár Zs. és Oláh A. (2000). Az alexitímia, a személyiségintegráció és a megküzdés mutatói szomatoform zavarban szenvedő nőbetegeknél. A Magyar Pszichológiai Társaság XIV. Országos Tudományos Nagygyűlése, Budapest, 2000. május 30-június 2. Előadáskivonatok, 71. o.
- Rózsa S. és Kulcsár Zs. (2000). A perceptuális folyamatok és az információfeldolgozás sajátosságai szomatoform zavarban szenvedőknél. A Magyar Pszichológiai Társaság XIV. Országos Tudományos Nagygyűlése, Budapest, 2000. május 30-június 2. Előadáskivonatok, 73. o.
- Kulcsár Zsuzsanna, Kökönyei Gyöngyi (2002). A szomatizáció biológiai modelljei. Előadás a Magyar Pszichológiai Társaság XV. Országos Tudományos Nagygyűlésén, Szeged, 2002. május 30-június 2. (Előadáskivonatok 157. o)
- Kulcsár Zsuzsanna, Bagdy György, Borzi Márta, Kökönyei Gyöngyi, Rózsa Sándor, Holics András (2002). Stresszválaszok és személyiségváltozók kapcsolata szomatizáló és nem szomatizáló fiatal nőknél. Előadás a Magyar Pszichológiai Társaság XV. Országos Tudományos Nagygyűlésén. Szeged, 2002. május 30-június 2. (Előadáskivonatok 160. o)
- Kökönyei Gyöngyi, Holics András, Rózsa Sándor, Kulcsár Zsuzsanna (2002). Személyiségintegráció szomatizáló nőbetegeknél. Előadás a Magyar Pszichológiai Társaság XV. Országos Tudományos Nagygyűlésén, Szeged, 2002. május 30-június 2. (Előadáskivonatok 159. o)
- Rózsa Sándor, Kökönyei Gyöngyi, Holics András, Oláh Attila, Kulcsár Zsuzsanna (2002). Szomatizálók személyiségmintázata kérdőíves eredmények tükrében. Előadás a Magyar Pszichológiai Társaság XV. Országos Tudományos Nagygyűlésén,.Szeged, 2002. május 30-június 2. (Előadáskivonatok 158. o)
- Rózsa Sándor, Kulcsár Zsuzsanna, Kökönyei Gyöngyi, Holics András (2002). A mindennapos testi tünetek összehasonlító vizsgálata szomatizáló és nem szomatizáló személyeknél. Előadás a Magyar Pszichológiai Társaság XV. Országos Tudományos Nagygyűlésén, Szeged, 2002. május 30-június 2. (Előadáskivonatok 159. o)